# メーガン・ザ・スタリオン
- ミーガン・ジー・スタリオン
- メーガン・ジー・スタリオン
- ミーガン・ザ・スタリオン

メーガン・ザ・スタリオン（Megan Thee Stallion、本名: Megan Jovon Ruth Pete、1995年2月15日 - ）は、アメリカ合衆国のラッパー、歌手、ソングライター、ヒップホップミュージシャン。なお、名前の発音は「Megan the Stallion」で、日本語では「ミーガン・ジー・スタリオン」の表記も見られる。身長178cm。
2016年、SoundCloudで音源をリリースするようになり、2018年に300 Entertainmentと契約する。2019年、初のフルレングス・ミックステープ『Fever』をリリースし、批評家から絶賛を受けた。2020年にはビヨンセをフィーチャリングしたシングル「Savage」のリミックスと、カーディBとのシングル「WAP」がいずれも全米ナンバーワンヒットを記録し、世界的に知られるようになる。同年、タイム誌の世界で最も影響力のある100人のリストに選ばれた。

## 来歴

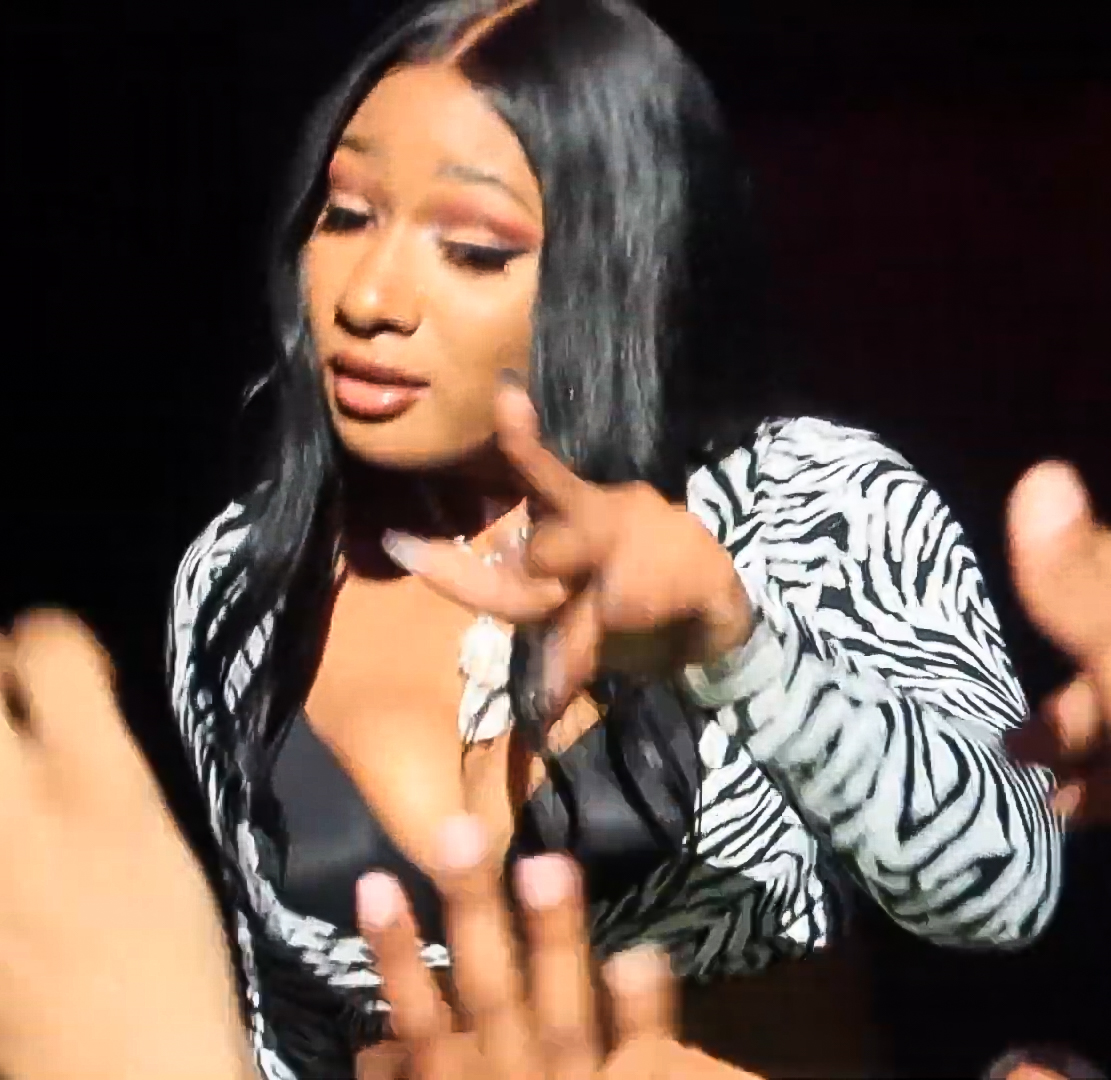
ライブでのMegan Thee Stallion（2019年）

1995年2月15日、メーガン・ザ・スタリオンはテキサス州ベア郡で生まれ、ヒューストンのサウスパーク地区で育った。 母親はHolly-Woodという名前でラッパーをしており、メーガンを保育園に入れる代わりにレコーディング・セッションに参加させていた。メーガンは14歳の時に母親と一緒にヒューストン郊外のテキサス州ピアランドに引っ越し、18歳まで住んでいた。2013年にはピアランド高校を卒業している。
2013年、Prairie View A&M大学の学生だった頃に、メーガンがサイファーで男性の対戦相手と戦っている映像が流行した。この映像をきっかけに、メーガンはソーシャルメディア多数のフォロワーを獲得する。メーガンは高身長で体格も良く思春期に種馬と呼ばれていたため、メーガン・ザ・スタリオンという芸名を採用した。
2016年4月、メーガンはデビューシングル「Like A Stallion」をSoundCloudでリリースする。2016年後半には『Rich Ratchet』、2017年初頭に『Megan Mix』などのミックステープをリリースした。
2017年9月、メーガンは初の商業作品となるEP『Make It Hot』でデビューを果たす。
2018年初頭、メーガンは1501 Certified Entertainmentと契約する。3月にはSXSWでパフォーマンスを行った。6月、10曲入りのEP『Tina Snow』をリリース。ピッチフォークなどの批評家から好意的な評価を受ける。
2019年5月17日、初のフルレングス作品となる2作目のミックステープ『Fever』をリリースする。アルバムは批評家から高い評価を受け、いくつものメディアの年間ベストリストに選出された。6月20日、メーガンはXXLの第12回Freshman Classに選ばれる。8月9日、ニッキー・ミナージュとタイ・ダラ・サインをフィーチャーしたシングル「Hot Girl Summer」（ホット・ガール・サマー）をリリースする。この曲はBillboard Hot 100で最高11位を記録するなどメーガンにとって初のヒット曲となった。
2020年初頭、所属レーベル1501 Certifiedとの契約再交渉を試みた結果、EP『Suga』の発売が延期されてしまう。その後レーベルとの交渉が泥沼化し、裁判官がレーベルに対する一時的な接近禁止命令を下した。
3月6日、メーガンは1501の意向に反してEP『Suga』をリリースする。収録曲「Savage」がTikTokでバイラルヒットし、4月29日には同曲のビヨンセをフィーチャリングしたリミックスがリリースされ、ミーガンにとって初の全米ナンバーワンヒットを記録する。
8月7日、カーディBのシングル「WAP」にフィーチャリングで参加し、ミュージックビデオにも出演する。性的で露骨な歌詞と過激なミュージックビデオが話題となり、政治家までも巻き込む論争に発展するなど社会現象となった。同曲はBillboard Hot 100で1位になるなど、世界的な大ヒットを記録する。この曲は女性の性的抑圧を解放する社会的意義を持つアンセムとして、批評家から極めて高い評価を受けた。音楽メディアが発表した年間ベストソングのリストでは、ピッチフォーク、NME、ローリング・ストーンなどが1位に選んでいる。
9月、メーガンはタイム誌の世界で最も影響力のある100人のリストに選ばれた。11月20日、デビュー・アルバム『Good News』をリリースし、全米2位を記録する。

## 人物
メーガン・ザ・スタリオンは大学を休学した後、テキサスサザン大学で保健管理学の勉強を再開しており、2020年現在も大学生である。
メーガンは日本のアニメが好きであることを公言していて、自身のSNS上に「僕のヒーローアカデミア」のコスプレや、「鬼滅の刃」のネイル写真などをアップしている。2022年8月には「SUMMER SONIC 2022」への出演のため初来日し、当時東京・池袋で開催されていた「ジョジョの奇妙な冒険  アニメ10周年記念展」に赴いた後、SUMMER SONIC大阪会場のステージには美少女戦士セーラームーンからインスピレーションを受けたという衣装で現れた。ただしセーラームーンのストーリーには不満があり、外見が好きなだけで作品ファンではないという。
またバイセクシュアルであることをカミングアウトしている。

### 銃撃事件
2020年7月15日、メーガン・ザ・スタリオンは車内で交際中のトリー・レーンズから銃撃を受けたと主張している。事件のすぐ後に車は警察に止められ、トリー・レーンズは銃の容疑で現行犯逮捕された。メーガンは足を負傷し弾丸を取り除く手術を受けている。当初メーガンはトリー・レーンズを庇い、割れたガラスの上で足を負傷したという報道に反論せず、警察にも言わないでいた。しかし事件の真相を疑う報道が出ると、トリー・レーンズがメーガンとそのチームが彼を「はめようとしている」と主張しはじめる。そこでメーガンは事件の真相を明らかにしたが、トリー・レーンズはこれを否定した。
2023年8月8日、ロサンゼルスの裁判所はトリー・レーンズに禁錮10年の判決を言い渡した。

## ディスコグラフィ
主なアルバムとミックステープ 
- Fever (2019年)
- Good News (2020年)
- Traumazine (2022年)
- Megan（2024年）